# Bernd Michael Rode

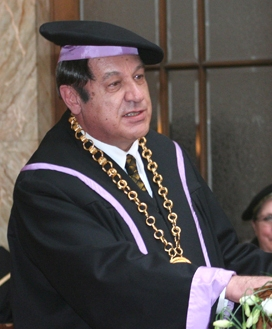
Bernd Michael Rode

Bernd Michael Rode (* 14. Juli 1946 in Innsbruck; † 28. August 2022 in Innsbruck) war ein österreichischer Chemiker und Universitätsprofessor an der Universität Innsbruck. Im Jahr 2011 trat Rode seinen Ruhestand an, war aber trotz seiner Pensionierung weiterhin als Professor, Forscher und Supervisor für wissenschaftliche Arbeiten tätig.

## Leben und Wirken
Rode maturierte 1964 am Akademischen Gymnasium Innsbruck und studierte von 1964 bis 1973 Chemie an der Universität Innsbruck. 1973 wurde er zum Doctor philosophiae sub auspiciis praesidentis promoviert und begann seine Universitätsassistenztätigkeit am Institut für Anorganische und Analytische Chemie der Universität Innsbruck. Nach Forschungsaufenthalten an der Universität Stuttgart im Jahr 1974 und der Universität Karlsruhe im Jahr 1975 folgte 1976 seine Habilitation an der Universität Innsbruck. Nach einem weiteren Forschungsaufenthalt an der Universität Tokyo im Jahr 1978 wurde Bernd Michael Rode 1979 zum Universitätsprofessor ernannt. Von 1979 bis 2011 war er als Professor am Institut für Allgemeine, Anorganische und Theoretische Chemie tätig, und leitete selbiges in den Jahren 2006 bis 2011.
Eine der bedeutendsten Leistungen von Bernd Michael Rode war die Gründung des Austrian South East Asian University Partnership Networks (ASEA-UNINET) im Jahr 1994, das mittlerweile mehr als 70 verschiedene Universitäten aus 16 europäischen und süd-ost-asiatischen Ländern miteinander verbindet.
Von 1998 bis 2001 und von 2005 bis 2008 fungierte Rode als Vize-Präsident der UN-Kommission für Wissenschaft und Technologieentwicklung (UNCSTD) und repräsentierte die EU, USA, Kanada und Australien. Im Jahr 2004 wurde er zudem als erster Österreicher zum Präsidenten der UN-Kommission für Wissenschaft und Technologieentwicklung (engl. Commission on Science and Technology for Development, UNCSTD) bestellt.

## Auszeichnungen und Ehrungen
Als Anerkennung für seine bedeutenden wissenschaftlichen und bildungspolitischen Leistungen wurden Rode zahlreiche Auszeichnungen und Orden verliehen. Dazu zählen unter anderem vier Ehrendoktortitel der Universitäten Chulalongkorn (Thailand) im Jahr 1995, des King Mongkut Institute of Technology (Thailand) im Jahr 1995, der Gadjah Mada University (Indonesien) im Jahr 2000 und der Comenius-Universität Bratislava im Jahr 2008. Die Republik Österreich verlieh ihm im Jahre 1985 das Goldene Ehrenzeichen der Republik Österreich, im Jahr 1994 das Ehrenkreuz für Wissenschaft und Kunst und im Jahr 2007 das Ehrenkreuz erster Klasse für Wissenschaft und Kunst der Republik Österreich.
Für seine jahrzehntelangen und außergewöhnlich erfolgreichen Aktivitäten zur Intensivierung der europäisch-asiatischen wissenschaftlichen Zusammenarbeit erhielt Rode das „Große Ritterkreuz 1. Klasse am Bande des Ordens von der thailändischen Krone“ durch König Bhumibol von Thailand im Jahr 2007 verliehen und 2011 das Große Ritterkreuz 1. Klasse am Bande des Thailändischen Ordens vom Weißen Elefanten. 2014 wurde Rode zum Ehrenpräsidenten des ASEA-UNINET ernannt.

## Forschungsaktivitäten
Seine Forschungsschwerpunkte liegen im Bereich der Theoretischen Chemie, der Computerchemie sowie der Bioanorganischen Chemie. Seine Publikationen beschäftigen sich unter anderem mit den folgenden Forschungsthemen:
- Quantenchemische Berechnungen molekularer und supermolekularer Systeme
- Ab initio Monte Carlo und MD Simulationen der Fluide/Lösungen
- QMCF MD Methodologie
- Struktur von Elektrolytlösungen und ultraschnelle Dynamik
- Molekulare Modellierung der Biomoleküle und Medikamente
- QSAR, QSPR
- Chemische Evolution von Peptiden/Proteinen und Entstehung des Lebens

### Theoretische Chemie

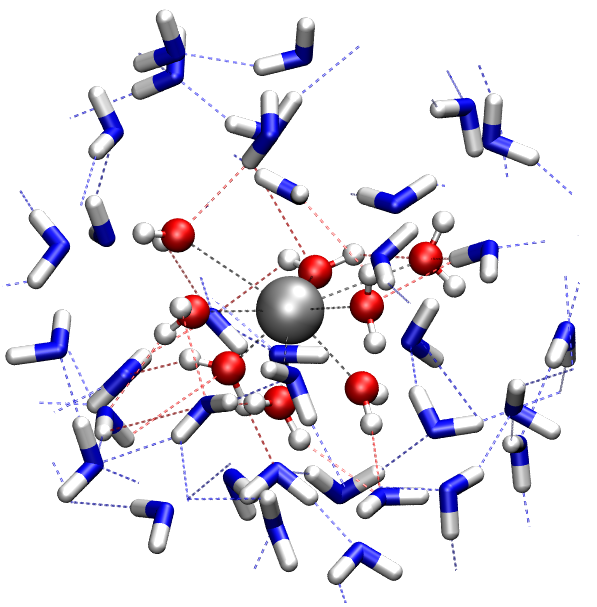
Beispiel einer QM/MM Simulation von Zinn(II) in wässriger Lösung von Rode et al. Sauerstoffatome der Moleküle der ersten Hydratationsschale sind rot markiert. Der Einfluss des freien Elektronenpaars des Zinn(II)-Ions auf die Hydratation is klar erkennbar.

Anfänglich lagen die Forschungsaktivitäten von Bernd Rode im Gebiet der anorganischen Chemie, allerdings konnte er zusätzlich seine Expertise im sich rasch entwickelnden Gebiet der theoretischen Chemie und Computerchemie etablieren. Standen zu Beginn quantenmechanische Studien einer großen Anzahl chemischer Systeme im Vordergrund, lag der Fokus in jüngerer Zeit in der Anwendung chemischer Simulationstechniken wie Monte-Carlo und Molekulardynamik mit besonderem Augenmerk im Bereich der Chemie wässriger Lösungen.
Einen besonderen Stellenwert in den Forschungsaktivitäten von Bernd Rode nahm die Entwicklung und Anwendung kombiniert quantenmechanischer/molekularmechanischer (QM/MM) Simulationsverfahren für wässriger Systeme ein. 2004 wurde von Bernd Rode und seiner Arbeitsgruppe das „Quantummechanical Charge Field Molekular Dynamics“ Verfahren entwickelt, ein verbesserter QM/MM Ansatz, der speziell für die Behandlung solvatisierter System entwickelt wurde. Dieses neuartige Simulationsverfahren ermöglichte die Durchführung akkurater Simulationsstudien, sowohl von ionischen und organischen Verbindungen wie auch von Koordinationsverbindungen in wässriger Lösung. Seine jüngsten Forschungsarbeiten befassen sich mit den Lanthanoid-Ionen in wässriger Lösung.

### Chemische Evolution

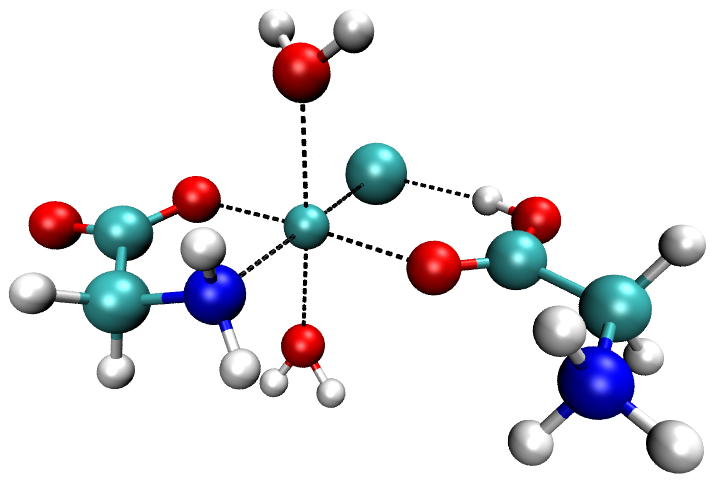
Struktur des SIPF Komplexes mit einem chelatbildenden und einem 'end-on' koordinierendem Glycinliganden, einem Chloridliganden und zwei axialen Wassermolekülen.

Ein weiteres zentrales Forschungsgebiet von Bernd Rode liegt im Feld der bioanorganischen Chemie, vornehmlich im Bereich der chemischen Evolution. Ende der 1980er entdeckte Bernd Rode die salzinduzierte Peptidbildungsreaktion (salt induced peptide formation, SIPF), ein Syntheseweg um unter prebiotischen Bedingungen monomere Aminosäuren zu Peptiden zu verknüpfen. Anstatt eines Enzyms fungieren Übergangsmetallionen als Katalysator der Peptidbildung in konzentrierter, wässriger Natriumchlorid Lösung, wobei Kupfer(II) die höchste katalytische Aktivität aufweist. Um Tag/Nacht Zyklen an Meeresküsten bzw. -buchten nachzustellen, werden diese Experimente in Form von Evaporationszyklen durchgeführt. Da die dabei entstehenden übersättigten Lösungen bestrebt sind, sich zu verdünnen, wird die sowohl thermodynamisch wie auch kinetisch ungünstige Petidformungsreaktion katalysiert. Auf Basis der Forschung konnten die Eigenschaften der SIPF Reaktion unter verschiedensten Bedingungen charakterisiert werden und ein möglicher Zusammenhang mit dem Phänomen der Biohomochiralität aufgezeigt werden.
Des Weiteren wurden in der Gruppe von Bernd Rode Miller-Urey Experimente durchgeführt, die neue Erkenntnisse zur Zusammensetzung der Uratmosphäre berücksichtigen. Es wurde gezeigt, dass sich Peptide auch in einer neutralen Atmosphäre (CO2/N2/H2O) unter Einfluss elektrischer Entladung bilden.

### Molvision
Zusammen mit seinem Doktorratsstudenten Hung Trung Tran entwickelte Bernd Rode das Visualisierungsprogramm „Molvision“, das eine interaktive Analyse chemischer Simulationen ermöglicht. 2003 erhielt Tran einen Europäischen Innovationspreis für die Entwicklung dieses Programms.

## Publikationen
- Thomas Hofer, Andreas Pribil, Bernhard Randolf, Bernd M. Rode: Structure and dynamics of solvated Sn(II) in aqueous solution – an ab initio QM/MM MD approach. In: J. Am. Chem. Soc. Band 127, Nr. 41, 2005, S. 14231–14238. doi:10.1021/ja052700f.
- A. Tongraar, K. R. Liedl, Bernd M. Rode: Solvation of Ca2+ In Water Studied By Born-Oppenheimer Ab-Initio QM/MM Dynamics. In: J. Phys. Chem. Band A 101, Nr. 35, 1997, S. 6299–6309, doi:10.1021/jp970963t.
- Bernd M. Rode, Christian F. Schwenk, Anan Tongraar: Structure and Dynamics of Hydrated Ions – New Insights through Quantum Mechanical Simulation. In: J. Mol. Liq. Band 110, Nr. 1-3, 2004, S. 105–122. doi:10.1016/j.molliq.2003.09.016.
- Bernd M. Rode, Christian Schwenk, Thomas Hofer, Bernhard Randolf: Coordination and ligand exchange dynamics of solvated metal ions. In: Coord Chem Rev. Band 249, Nr. 24, 2005, S. 2993–3006. doi:10.1016/j.ccr.2005.03.032.
- Bernd M. Rode, Thomas Hofer: How to Access Structure and Dynamics of Solutions: The Capabilities of Computational Methods. In: Pure Appl. Chem. Band 78, Nr. 3, 2006, S. 525–539. doi:10.1351/pac200678030525.
- Bernd M. Rode, Thomas Hofer, Bernhard Randolf, Christian Schwenk, Demetrios Xenides, Viwat Vchirawongkwin: Ab initio Quantum Mechanical Charge Field (QMCF) Molecular Dynamics – A QM/MM – MD Procedure for Accurate Simulations of Ions and Complexes. In: Theor. Chem. Acc. Band 115, Nr. 2-3, 2006, S. 77–85. doi:10.1007/s00214-005-0049-1.
- Thomas S. Hofer, Bernhard R. Randolf, Bernd M. Rode: Molecular Dynamics Simulation Methods including Quantum Effects. In: Sylvio Canuto (Hrsg.): Solvation Effects on Molecules and Biomolecules. Springer, Heidelberg 2008, ISBN 978-1-4020-8269-6, S. 247–278.
- Bernd M. Rode, Thomas S. Hofer, Andreas B. Pribil, Bernhard R. Randolf: Simulations of Liquids and Solutions Based on Quantum Mechanical Forces. In: Rudi van Eldik, Jeremy Harvey (Hrsg.): Theoretical and Computational Inorganic Chemistry. Elsevier, Amsterdam 2010, ISBN 978-0-12-380874-5, S. 143–175.
- Thomas S. Hofer, Andreas B. Pribil, Bernhard R. Randolf, Bernd M. Rode: Ab Initio Quantum Mechanical Charge Field Molecular Dynamics – A Nonparametrized First-Principle Approach to Liquids and Solutions. In: John R. Sabin, Erkki Brändas (Hrsg.): Advances in Quantum Chemistry. Elsevier, Amsterdam 2010, ISBN 978-0-12-380898-1, S. 213–246.
- Oliver M. D. Lutz, Christoph B. Messner, Thomas S. Hofer, Matthias Glätzle, Christian W. Huck, Günther K. Bonn, Bernd M. Rode: Combined Ab Initio Computational and Infrared Spectroscopic Study of the cis- and trans-Bis(glycinato)copper(II) Complexes in Aqueous Environment. In: J. Phys. Chem. Lett. Band 4, 2013, S. 1502–1506. doi:10.1021/jz400288c.
- Thomas Jakschitz, Daniel Fitz, Bernd Michael Rode: The origin of first peptides on earth: from amino acids to homochiral biomolecules. In: Joseph Seckbach (Hrsg.): Genesis – In The Beginning. Springer, Dordrecht 2012, ISBN 978-94-007-2940-7, S. 469–489.
- M. G. Schwendinger, Bernd M. Rode: Possible Role of Copper and Sodium Chloride in Prebiotic Evolution of Peptides. In: Analytical Sciences. Band 5, Nr. 4, 1989, S. 411–414. doi:10.2116/analsci.5.411.
- M. G. Schwendinger, Bernd M. Rode: Copper-Catalyzed Amino Acid Condensation in Water – A Simple Possible Way of Prebiotic Peptide Formation. In: Origins Life Evol. Biosphere. Band 20, Nr. 5, 1990, S. 401–410. doi:10.1007/BF01808134.
- Bernd M. Rode, Kristof Plankensteiner: Prebiotic Peptides. In: Abba J. Kastin (Hrsg.): Handbook of Biologically Active Peptides. 2. Auflage. Elsevier, Amsterdam 2013, ISBN 978-0-12-385095-9, S. 1899–1903.
- Thomas A. Jakschitz, Bernd M. Rode: Chemical Evolution from simple inorganic compounds to chiral peptides. In: Chem. Soc. Rev. Band 41, Nr. 16, 2012, S. 5484–5489. doi:10.1039/C2CS35073D.
- Daniel Fitz, Thomas Jakschitz, Bernd M. Rode: Salt-Induced Peptide Formation in Chemical Evolution: Building Blocks Before RNA – Potential of Peptide Splicing Reactions. In: Richard Egel, Dirk-Henner Lankenau, Armen Y. Mulkidjanian (Hrsg.): Origins of Life: The Primal Self-Organization. Springer, Heidelberg / Berlin 2011, ISBN 978-3-642-21624-4, S. 109–127.
- Daniel Fitz, Hannes Reiner, Bernd M. Rode: Chemical evolution toward the origin of life. In: Pure Appl. Chem. Band 79, Nr. 12, 2007, S. 2101–2117. doi:10.1351/pac200779122101.
- Kristof Plankensteiner, Hannes Reiner, Benjamin Schranz, Bernd M. Rode: Prebiotic formation of amino acids in a neutral atmosphere by electric discharge. In: Angew. Chem., Int. Ed. Band 43, 2004, S. 1886–1888. doi:10.1002/anie.200353135.